# ロジスティック回帰
ロジスティック回帰（ロジスティックかいき、英: Logistic regression）は、ベルヌーイ分布に従う変数の統計的回帰モデルの一種である。連結関数としてロジットを使用する一般化線形モデル (GLM) の一種でもある。1958年にデイヴィッド・コックスが発表した。確率の回帰であり、統計学の分類に主に使われる。医学や社会科学でもよく使われる。
モデルは同じく1958年に発表された単純パーセプトロンと等価であるが、scikit-learnなどでは、パラメータを決める最適化問題で確率的勾配降下法を使用する物をパーセプトロンと呼び、座標降下法や準ニュートン法などを使用する物をロジスティック回帰と呼んでいる。

## 概要
ロジスティック回帰モデルは以下のような形式である。x が入力で、pが確率（出力）、αとβがパラメータ。
{\displaystyle \operatorname {logit} (p_{i})=\ln \left({\frac {p_{i}}{1-p_{i}}}\right)=\alpha +\beta _{1}x_{1,i}+\cdots +\beta _{k}x_{k,i},}

{\displaystyle i=1,\dots ,n,\,\!}
ここで、n 個のユニットと共変動 X があり、以下のような関係にある。
{\displaystyle p_{i}=E(Y|X_{i})=\Pr(Y_{i}=1).\,\!}
結果のオッズ（1から確率を引いたもので確率を割った値）の対数は、説明変数 Xi の線形関数としてモデル化される。これを次のようにも表せる。
{\displaystyle p_{i}=\Pr(Y_{i}=1|X)={\frac {1}{1+e^{-(\alpha +\beta _{1}x_{1,i}+\cdots +\beta _{k}x_{k,i})}}}}
単純パーセプトロンの記法を使うと上記の式は以下のようにも表現できる。{\displaystyle \varsigma _{1}} は標準シグモイド関数。
{\displaystyle p_{i}=\varsigma _{1}(\alpha +\beta _{1}x_{1,i}+\cdots +\beta _{k}x_{k,i})}
パラメータの推定はオッズ比に重大な影響がある。性別のような2値の説明変数の場合、{\displaystyle e^{\beta }} は例えば男性と女性の結果のオッズ比の推定である。推定には最尤法を使うことが多い。
このモデルの拡張として多分割（polytomous）ロジスティック回帰がある。複数カテゴリの従属変数や順序のある従属変数を扱う。ロジスティック回帰による階層分けを多項ロジットモデルと呼ぶ。

## 応用
社会科学分野での典型的な応用として、企業の過去のデータをもとに信用リスクを推定するという用法がある。
2値ロジスティック回帰はダイレクトマーケティングでよく使われ、ある提案に反応する人々を特定するのに使われる（従属変数は「反応する=1」と「反応しない=0」である）。ダイレクトマーケティングの2値ロジスティック回帰モデルは「リフトチャート」を使って評価される。これは、過去のメールへの反応のデータとモデルによる予測結果を比較する。

## 例
ロジスティック回帰モデルは一般化線形モデルの一種である。p(x) が、予測値変数 x について成功の確率を表すとすると、次のように表される。
{\displaystyle p(x)={\frac {e^{B_{0}+B_{1}x}}{1+e^{B_{0}+B_{1}x}}}.}
代数的操作を施すと次のようになる。
{\displaystyle {\frac {p(x)}{1-p(x)}}=e^{B_{0}+B_{1}x},}
ここで、{\displaystyle {\frac {p(x)}{1-p(x)}}} は成功のオッズである。ここで、例えば p(50) が 2/3 となる場合であるとして計算してみると
{\displaystyle {\frac {p(50)}{1-p(50)}}={\frac {\frac {2}{3}}{1-{\frac {2}{3}}}}=2.}
したがって、x = 50 のとき、成功の可能性は失敗の2倍（オッズが 2 対 1 ）である。